# عدوى طفيلية

## الإصابة
الإصابة هي حالة الغَزو وهُجوم الآفات أو الطُفيليات. [1]  يُمكن أَن تُعرف أيضًا على أَنها الكَائنات الحَية التي تَعيش أو تتطفل على عائلٍ. [2]

## المُصطلح
بشكلٍ عامٍ، يُشير مُصطلح «الإصابة» إلى الأمراض الطُفيلية التي تُسببها الحَيوانات مِثل المِفصليات (مِثل العَث والقُراد والقَمل) والديدان، ولكنها تَختلف عن الحالاتِ التي تُسببها الأوليات، والفِطريات، والبَكتيريا، والفَيروسات، [3] والتي تُسمى الالتهابات.

## خَارجية ودَاخلية
يُمكن تَصنيف الإصابة على أنها إما خَارجية أو داخلية فِيما يَتعلق بمَوقع الطُفيليات بالنسبةِ للعَائل المُضيف.
تعتبر الإصابة الخَارجية أو الطُفيلية هي حَالة يَعيش فيها الكَائنات الحَية بشكلٍ أساسي على سَطح العائل (على الرغمِ مِن أَن داء الرغامى يُمكن أن يخترق بشكلٍ حادٍ) والكُائنات التي تُسبب الإصابة الخَارجية تَشمل العَث والقُراد وقمل الرأس وبق الفراش. [4]
إن الإصابة الداخلية (أوالطفيلية الداخلية) هي حَالة تَعيش فيها الكَائنات الحَية داخل المُضيف وتَشمل تِلك الكَائنات مِثل الديدان (على الرغمِ مِن أن حكة السباح تَبقى بالقربِ من السطحِ).
طِبياً، غالبًا ما يُعرف مصطلح «الإصابة» فقط للإصابة الطفيلية الخارجية، [5] بينما يشير مصطلح العدوى إلى حالات داخلية داخلية طفيلية. [6]